# 이준우 (뮤지컬 배우)
이준우 (본명 이준형, 1996년 10월 28일 ~ )는 대한민국의 전 피겨 스케이팅 선수이자 배우이다. 2013, 2015 전국 남녀피겨스케이팅 종합선수권대회 시니어 남자 싱글부문에서 우승하며, 2회 한국 내셔널 챔피언이 되었다. 2011 ISU 주니어 그랑프리 6차 대회에서 동메달을 획득하며, 한국 남자 피겨스케이터 사상 최초로 ISU 주최 대회에서 포디움에 섰다. 2014 ISU 주니어 그랑프리 1차 대회에서는 1위를 차지, 한국 남자 스케이터로는 ISU 공인 대회에서 최초로 금메달을 목에 걸었다. 또한 2014 주니어 그랑프리 7차 대회에서 3위에 입상하며, 주니어 그랑프리 파이널에 진출한 첫번째 한국 남자 스케이터가 되었다. 피겨 선수를 은퇴한 이후 2021년부터 '이준우'라는 이름으로 뮤지컬 배우 생활을 시작하였다.

## 학력
- 단국대학교 재학
- 수리고등학교 졸업
- 도장중학교 졸업
- 능내초등학교 졸업

## 경력

### 어린시절
피겨 선수 출신인 어머니 오지연 코치를 따라 링크에 선 것이 피겨 스케이팅을 처음으로 접한 계기였다. 7살부터 본격적으로 피겨 스케이팅 훈련을 시작하여 이후 7년동안 어머니에게 직접 스케이팅 코치를 받았다.

### 2010 - 2011 시즌
2010년부터 현재 코치인 지현정 코치와 함께 훈련을 하기 시작했다. 주니어 그랑프리 선발전과 종합선수권에서 각각 3위를 기록했다.

### 2011 - 2012 시즌
트리플 5종 점프를 안정화시키며, 급속도로 성장한 시즌이었다. 시즌 첫대회인 2011년 8월 주니어 그랑프리 선발전에서 2위를 하여, 주니어 그랑프리 참가자격을 획득하였고, 아시안 트로피 주니어 부문에서 2위를 차지했다. 첫 주니어 그랑프리인 주니어 그랑프리 1차 라트비아 대회에서 4위를 차지하며 포디움의 가능성을 보여주었다. 이탈리아 밀라노에서 열린 주니어 그랑프리 6차에서 176.48의 점수로 동메달을 차지하며, 한국 남자 피겨 스케이터 중 최초로 ISU 공인대회에서 포디움에 올랐다. 이어 11월에 열린 회장배 랭킹대회 시니어 남자부문에서 우승하였다. 이듬해 1월 오스트리아 인스부르크에서 열린 동계 유스올림픽에 참가하여 남자싱글 4위에 올랐다. 벨라루스 민스크에서 열린 2012 주니어 세계선수권에서 18위를 기록했다.

### 2012 - 2013 시즌
시즌초 프리 프로그램을 "Queen 메들리"로 시작했으나, 주니어 그랑프리부터 다시 이전 시즌 프리 프로그램인 "세빌리아의 이발사"로 변경하였다. 2013년 1월 열린 종합선수권에서 시니어 남자 1위를 차지하며 처음으로 한국 내셔널 챔피언이 되었으나, 3월에 열린 시니어 세계선수권에는 기술최저점이 충족되지 않아 출전하지 못했다. 이탈리아 밀라노에서 열린 2013 주니어 세계선수권에 참가하여 13위를 기록했다. 기술적으로는 11월의 랭킹대회에서 트리플 악셀을 처음으로 시도했고, 이듬해 2월에 열린 2013 사대륙선수권에서 쇼트와 프리에서 각각 한번씩 트리플 악셀을 실전에서 처음으로 랜딩하였다.

### 2013 - 2014 시즌
네벨혼 트로피 선발전에서 비록 2위에 그쳤지만 쇼트와 프리에서 트리플 악셀을 랜딩했고, 이후 열린 8월의 주니어 그랑프리 선발전과 11월 랭킹대회에서 연달아 우승하였다. 종합선수권을 앞두고 프리 프로그램을 "The Planets"에서 "오페라의 유령"으로 바꾸었다. 2014년 1월에 열린 종합선수권대회에서 총점 206.88을 기록하며 비공인 퍼스널 베스트를 세웠다. 이는 한국 남자 피겨 스케이터 사상 최초로 총점 200점을 돌파한 것이었다. 이 후 대만 타이페이에서 열린 2014 사대륙선수권에서 14위에 올랐다. 2014년 3월 불가리아 소피아에서 열린 2014 주니어 세계선수권대회에 참가하여 16위를 기록했다.

### 2014 - 2015 시즌
ISU 주니어 그랑프리 1차 대회에서 총점 200점을 넘기며 본인의 모든 ISU 개인 기록을 경신하며 1위를 차지, 한국 남자 스케이터로는 ISU 공인 대회에서 최초로 금메달을 목에 걸었다. 또한 이후 열린 주니어 그랑프리 7차 대회에서 또한번 ISU 퍼스널 베스트를 경신하며 3위에 입상, 주니어 그랑프리 파이널에 진출한 첫번째 한국 남자 스케이터가 되었다. 2015년 1월 열린 종합선수권에서 시니어 남자 1위를 차지하며 두번째로 한국 내셔널 챔피언이 되어 세계선수권 출전자로 선발되었다. 대한민국 서울에서 열린 4대륙선수권대회에서 18위를 기록하였다. 2015년 3월 중국 상하이에서 열린 2015 세계선수권대회에 참가하여 19위를 기록하였다.

## 스케이팅 기술
- 3A을 포함한 3Lz, 3F, 3Lo, 3S, 3T등 트리플 6종점프를 구사한다.
- 3F+3T, 2A+3T, 3Lz+2T+2Lo등의 컴비네이션 점프를 구사한다.
- 부드러운 스케이팅 스킬과 엣지 사용이 장점이다.[출처 필요]

## 프로그램
| 시즌      | 쇼트 프로그램                                                                             | 프리 프로그램 | 갈라                                                               |
| --------- | ----------------------------------------------------------------------------------------- | --- | ------------------------------------------------------------------ |
| 2015-2016 | Exogenesis Symphony part 3 by Muse - 안무: 제프리 버틀 (Jeffrey Buttle)                   | Romeo & Juliet Vol.2 (1996 ost) - 안무: 탐 딕슨 (Tom Dickson) | Uptown Funk by Mark Ronson featuring Bruno Mars - 안무: 이규현     |
| 2014-2015 | The Wild Party by Buddy Bregman - 안무: 제프리 버틀 (Jeffrey Buttle)                      | 오페라의 유령 (The Phantom of the Opera) - 안무: 신디 스튜어트 (Cindy Stuart)                                                                                     | 마이클 잭슨 메들리 - 안무: 신예지                                  |
| 2013-2014 | Para ti (EN: For You) by Jorge Gomez - 안무: 신디 스튜어트 (Cindy Stuart)                 | The Planets by Gustav Holst - 안무: 탐 딕슨 (Tom Dickson) 오페라의 유령 (The Phantom of the Opera) - 안무: 신디 스튜어트 (Cindy Stuart) * 종합선수권부터 변경     |                                                                    |
| 2012-2013 | Capone (from Celtic Tiger) by Michael Flatley - 안무: 크리스토퍼 콩테 (Christopher Conte) | Queen 메들리 - 안무: 크리스토퍼 콩테 (Christopher Conte) 세빌리아(세비야)의 이발사 by Gioacchino A. Rossini - 안무: 탐 딕슨 (Tom Dickson) * JGP 2차 대회부터 변경 |                                                                    |
| 2011-2012 | Jelly and the Vamp by Luther Henderson - 안무: 신디 스튜어트 (Cindy Stuart)               | 세빌리아(세비야)의 이발사 by Gioacchino A. Rossini - 안무: 탐 딕슨 (Tom Dickson)                                                                                  | Hard to Handle by Jorge Gomez - 안무: 신디 스튜어트 (Cindy Stuart) |
| 2010-2011 | Sing Sing Sing by Louis Prima - 안무: 신디 스튜어트 (Cindy Stuart)                        | 뮤지컬 돈 주앙(Don Juan) by Felix Gray - 안무: 신디 스튜어트 (Cindy Stuart)                                                                                       | Hard to Handle by Jorge Gomez - 안무: 신디 스튜어트 (Cindy Stuart) |
| 2009-2010 | 러브 스토리 (Love Story) OST by Francis Lai - 안무: 신디 스튜어트 (Cindy Stuart)          | Harbinger by Mike Oldfield - 안무: 신디 스튜어트 (Cindy Stuart)                                                                                                   |                                                                    |
| 2008-2009 | The Mission OST by Ennio Morricone - 안무: 신디 스튜어트 (Cindy Stuart)                   | 아디오스 노니노 (Adiós Nonino) by Ástor Pantaleón Piazzolla - 안무: 신디 스튜어트 (Cindy Stuart)                                                                  |                                                                    |

## 대회기록

### 주요 대회 경기 결과
| 결과                       | 결과             | 결과             | 결과             | 결과             | 결과             | 결과             | 결과             | 결과             |
| 국제대회: 시니어           | 국제대회: 시니어 | 국제대회: 시니어 | 국제대회: 시니어 | 국제대회: 시니어 | 국제대회: 시니어 | 국제대회: 시니어 | 국제대회: 시니어 | 국제대회: 시니어 |
| 경기                       | 2008-09          | 2009-10          | 2010-11          | 2011-12          | 2012-13          | 2013-14          | 2014-15          | 2015-16          |
| -------------------------- | ---------------- | ---------------- | ---------------- | ---------------- | ---------------- | ---------------- | ---------------- | ---------------- |
| 세계선수권                 |                  |                  |                  |                  |                  |                  | 19               | 24               |
| 4대륙 선수권               |                  |                  |                  |                  | 17               | 14               | 18               | 16               |
| 스케이트 캐나다            |                  |                  |                  |                  |                  |                  |                  | 12               |
| 아시안 트로피              |                  |                  |                  | 2 J              | 3                | 3                | 3                |                  |
| 트리글라브 트로피          |                  |                  |                  |                  |                  | 5                | 2                |                  |
| 핀란디아 트로피            |                  |                  |                  |                  |                  |                  |                  | 10               |
| 국제대회: 주니어           |                  |                  |                  |                  |                  |                  |                  |                  |
| 주니어 세계선수권          |                  |                  |                  | 18               | 13               | 16               |                  |                  |
| 주니어 그랑프리 파이널     |                  |                  |                  |                  |                  |                  | 6                |                  |
| 주니어 그랑프리 프랑스     |                  |                  |                  |                  |                  |                  | 1                |                  |
| 주니어 그랑프리 크로아티아 |                  |                  |                  |                  |                  |                  | 3                |                  |
| 주니어 그랑프리 멕시코     |                  |                  |                  |                  |                  | 6                |                  |                  |
| 주니어 그랑프리 벨라루스   |                  |                  |                  |                  |                  | 5                |                  |                  |
| 주니어 그랑프리 미국       |                  |                  |                  |                  | 5                |                  |                  |                  |
| 주니어 그랑프리 터키       |                  |                  |                  |                  | 9                |                  |                  |                  |
| 주니어 그랑프리 라트비아   |                  |                  |                  | 4                |                  |                  |                  |                  |
| 주니어 그랑프리 이탈리아   |                  |                  |                  | 3                |                  |                  |                  |                  |
| 동계 청소년 올림픽         |                  |                  |                  | 4                |                  |                  |                  |                  |
| 동계 청소년 올림픽(팀경기) |                  |                  |                  | 7                |                  |                  |                  |                  |
| 국내대회                   |                  |                  |                  |                  |                  |                  |                  |                  |
| 종합 선수권(한국선수권)    | 2 J              | 1 J              | 3                | 2                | 1                | 2                | 1                |                  |
| 회장배 랭킹대회            | 2 J              | 2 J              | 3                | 1                | 3                | 1                | 1                | 3                |
| 동계 체육대회(동계체전)    | 2(초B)           | 1(중B)           | 2(중A)           | 1(중A)           | 1(고A)           | 2(고A)           |                  |                  |
| 종별 선수권                | 1(중B)           | 1(중B)           | 1(중A)           |                  |                  |                  |                  |                  |
| 주니어 그랑프리 선발전     |                  |                  | 3                | 2                | 2                | 1                | 1                |                  |
| 네벨혼 트로피 선발전       |                  |                  |                  |                  |                  | 2                |                  |                  |

### ㅣ주요 대회 세부 기록
| 2015-2016 시즌      |                        |              |               |               |
| 날짜                | 대회                   | 쇼트         | 프리          | 합계          |
| 2015. 12/4 ~ 12/6   | 랭킹 대회              | 72.96 2      | 130.42 3      | 203.38 3      |
| 2015. 10/30 ~ 11/1  | 스케이트 캐나다        | 47.19 12     | 104.86 12     | 152.05 12     |
| 2015. 10/9 ~ 10/11  | 핀란디아 트로피        | 57.07 11     | 115.90 10     | 172.97 10     |
| 2014-2015 시즌      |                        |              |               |               |
| 날짜                | 대회                   | 쇼트         | 프리          | 합계          |
| 2015. 4/15 ~ 4/19   | 트리글라브트로피       | 59.60 2      | 117.00 2      | 176.60 2      |
| 2015. 3/23 ~ 3/29   | 세계선수권             | 64.51 24     | 133.01 18     | 197.52 19     |
| 2015. 2/9 ~ 2/15    | 4대륙선수권            | 63.35 15     | 116.71 19     | 180.06 18     |
| 2015. 1/5 ~ 1/9     | 종합선수권(National)   | 68.75 2      | 141.15 1      | 209.90 1      |
| 2014. 12/10 ~ 12/14 | JGP Final              | 57.42 5      | 122.97 6      | 180.39 6      |
| 2014. 12/5 ~ 12/7   | 랭킹 대회              | 68.95 2      | 130.39 1      | 199.34 1      |
| 2014. 10/9 ~ 10/11  | JGP 7차 Croatia        | 68.52 3      | 135.40 3      | 203.92 3      |
| 2014. 9/4 ~ 9/7     | JGP 1차 France         | 67.88 1      | 135.93 1      | 203.81 1      |
| 2014. 8/8 ~ 8/10    | 아시안 오픈 트로피     | 66.67 3      | 140.12 2      | 206.79 3      |
| 2014. 8/2 ~ 8/3     | 주니어 그랑프리 선발전 | 61.86 1      | 141.34 1      | 203.20 1      |
| 2013-2014 시즌      |                        |              |               |               |
| 날짜                | 대회                   | 쇼트         | 프리          | 합계          |
| 2014. 3/12 ~ 3/14   | 주니어 세계선수권      | 58.11 18     | 111.89 15     | 170.00 16     |
| 2014. 2/26 ~ 3/1    | 동계체전               | 69.62 1(고A) | 123.39 2(고A) | 193.01 2(고A) |
| 2014. 1/22 ~ 1/25   | 4대륙선수권            | 57.65 19     | 126.49 12     | 184.14 14     |
| 2014. 1/03 ~ 1/05   | 종합선수권(National)   | 67.30 4      | 139.58 1      | 206.88 2      |
| 2013. 11/22 ~ 11/24 | 랭킹 대회              | 66.48 1      | 123.04 1      | 189.52 1      |
| 2013. 9/25 ~ 9/28   | JGP 5차 Belarus        | 60.51 5      | 113.90 5      | 174.41 5      |
| 2013. 9/4 ~ 9/7     | JGP 2차 Mexico         | 62.27 5      | 108.12 6      | 170.39 6      |
| 2013. 8/8 ~ 8/11    | 아시안 오픈 트로피     | 60.65 3      | 118.31 3      | 178.96 3      |
| 2013. 8/3 ~ 8/4     | 주니어 그랑프리 선발전 | 60.47 1      | 131.57 1      | 192.04 1      |
| 2013. 7/27 ~ 28     | 네벨혼 선발전          | 66.97 1      | 126.20 2      | 193.17 2      |
| 2012-2013 시즌      |                        |              |               |               |
| 날짜                | 대회                   | 쇼트         | 프리          | 합계          |
| 2013. 2/25 ~ 3/3    | 주니어 세계선수권      | 54.15 13     | 112.06 13     | 166.21 13     |
| 2013. 2/18 ~ 2/21   | 동계체전               | 61.13 1(고A) | 111.66 2(고A) | 172.70 1(고A) |
| 2013. 2/8 ~ 2/11    | 4대륙선수권            | 55.63 18     | 120.76 16     | 176.39 17     |
| 2013. 1/4 ~ 1/6     | 종합선수권(National)   | 60.80 1      | 122.88 1      | 183.68 1      |
| 2012. 11/2 ~ 11/4   | 랭킹 대회              | 54.74 3      | 111.77 3      | 166.51 3      |
| 2012. 9/19 ~ 9/22   | JGP 4차 Turkey         | 44.04 11     | 102.05 8      | 146.09 9      |
| 2012. 8/29 ~ 9/2    | JGP 2차 USA            | 53.38 5      | 103.07 5      | 156.45 5      |
| 2012. 8/8 ~ 8/12    | 아시안 오픈 트로피     | 51.04 2      | 92.16 3       | 143.20 3      |
| 2012. 8/4 ~ 8/5     | 주니어 그랑프리 선발전 | 60.92 2      | 106.58 2      | 167.50 2      |
| 2011-2012 시즌      |                        |              |               |               |
| 날짜                | 대회                   | 쇼트         | 프리          | 합계          |
| 2012. 2/27 ~ 3/3    | 주니어 세계선수권      | 55.74 15     | 103.19 18     | 158.93 18     |
| 2012. 2/14 ~ 2/17   | 동계체전               | 58.97 1(중A) | 118.62 2(중A) | 177.59 1(중A) |
| 2012. 1/14 ~ 1/22   | 제1회 동계 유스올림픽  | 50.93 7      | 110.06 4      | 160.99 4      |
| 2012. 1/7 ~ 1/8     | 종합선수권(National)   | 59.89 2      | 120.94 2      | 180.83 2      |
| 2011. 11/24 ~ 11/25 | 랭킹 대회              | 59.15 2      | 117.68 1      | 176.83 1      |
| 2011. 10/5 ~ 10/8   | JGP 6차 Italy          | 57.98 4      | 118.50 4      | 176.48 3      |
| 2011. 8/31 ~ 9/3    | JGP 1차 Latvia         | 58.06 3      | 113.69 5      | 171.75 4      |
| 2011. 8/23 ~ 8/25   | 아시안 오픈 트로피     | 51.23 3 J    | 108.63 3 J    | 159.86 2 J    |
| 2011. 8/3 ~ 8/4     | 주니어 그랑프리 선발전 | 46.37 3      | 106.00 2      | 152.37 2      |
| 2010-2011 시즌      |                        |              |               |               |
| 날짜                | 대회                   | 쇼트         | 프리          | 합계          |
| 2011. 2/10 ~ 2/13   | 동계체전               | 52.70 2(중A) | 폭설로 취소   | 52.70 2(중A)  |
| 2011. 1/14 ~ 1/16   | 종합선수권(National)   | 52.13 3      | 107.15 3      | 159.28 3      |
| 2010. 10/29 ~ 10/30 | 랭킹 대회              | 47.14 3      | 104.61 3      | 151.75 3      |
| 2010. 8/12 ~ 8/13   | 주니어 그랑프리 선발전 | 47.12 2      | 84.65 3       | 131.77 3      |

- ISU 개인 최고점은 볼드처리
- 시즌 최고점은 이탤릭체